# La Peña (Veraguas)
La Peña es un corregimiento del distrito de Santiago en la provincia de Veraguas, República de Panamá. La localidad tiene 3.990 habitantes (2010).